# Corporatocràcia
Corporatocràcia és un terme que s'utilitza per referir-se a un sistema econòmic i polític controlat per les corporacions o interessos corporatius. És en general un terme pejoratiu utilitzat sovint pels crítics de l'actual situació econòmica d'un país, especialment als Estats Units. El concepte és diferent del corporativisme, el qual és l'organització de la societat en grups amb interessos comuns. Corporatocràcia com a terme s'utilitza sovint pels crítics liberals i d'esquerres, però també alguns crítics econòmics i altres observadors polítics a través de l'espectre polític.